# Moe River
Der Moe River ist ein Fluss im westlichen Gippsland im australischen Bundesstaat Victoria.

## Verlauf
Er entspringt südlich Ellinbank in einer Höhe von 174 m, fließt nach Nordosten und mündet nach weiteren 18 km bei Moe auf einer Höhe von 76 m in den Latrobe River.
Auf halbem Wege von der Quelle zur Mündung nimmt er den aus Norden kommenden Bear Creek auf.